# 哺乳瓶

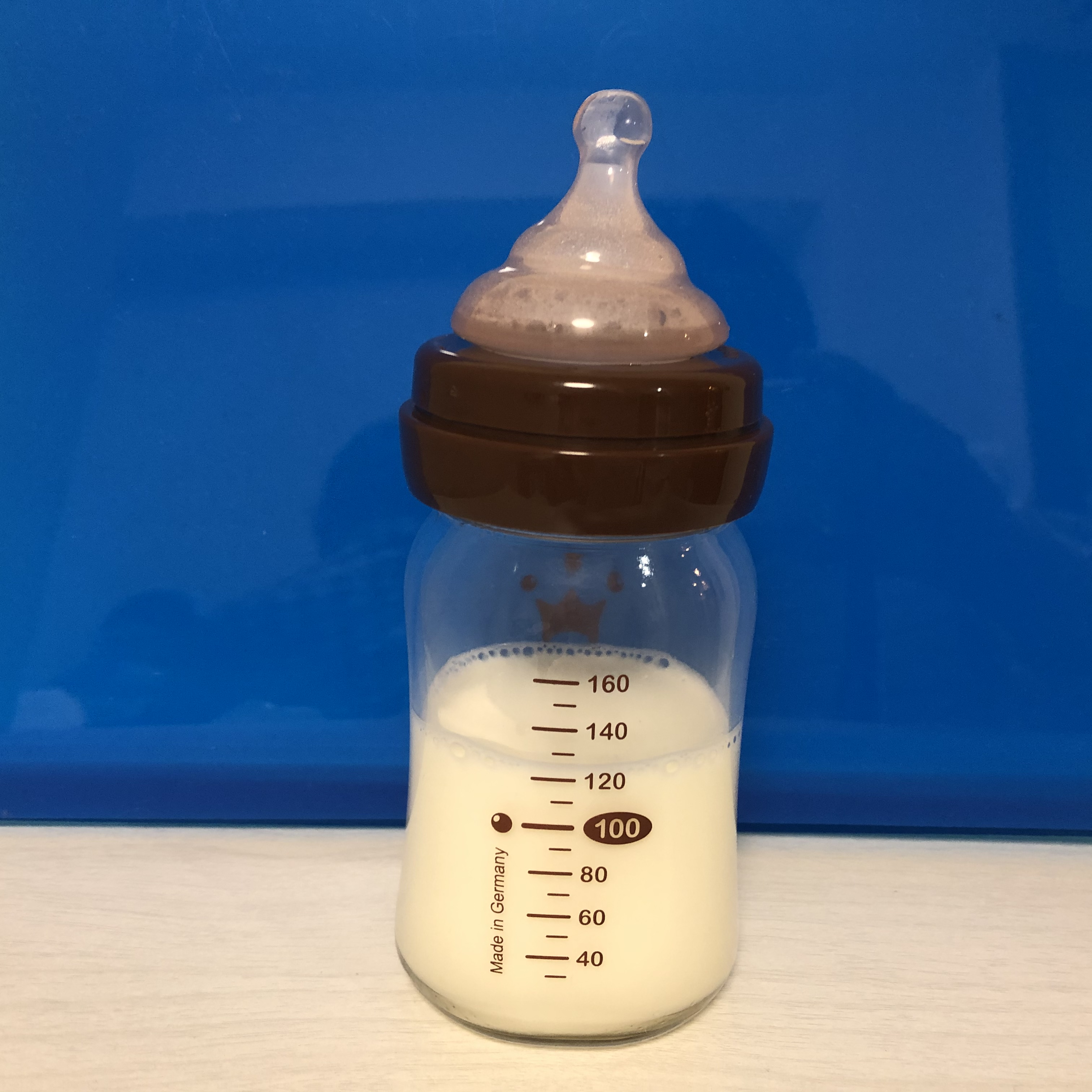
哺乳瓶で粉ミルクをお湯で溶き乳首をつけたところ

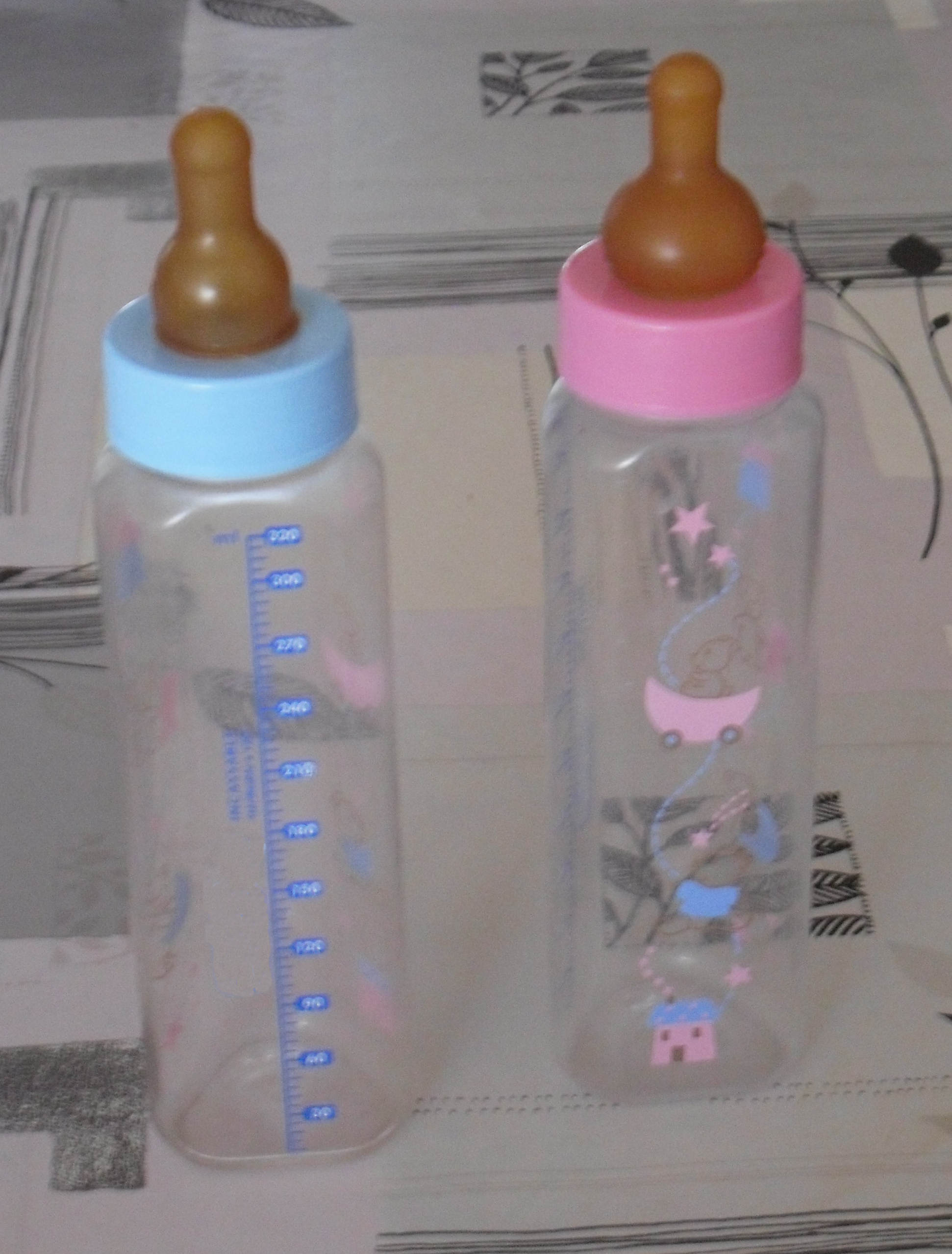
ふたつの哺乳瓶

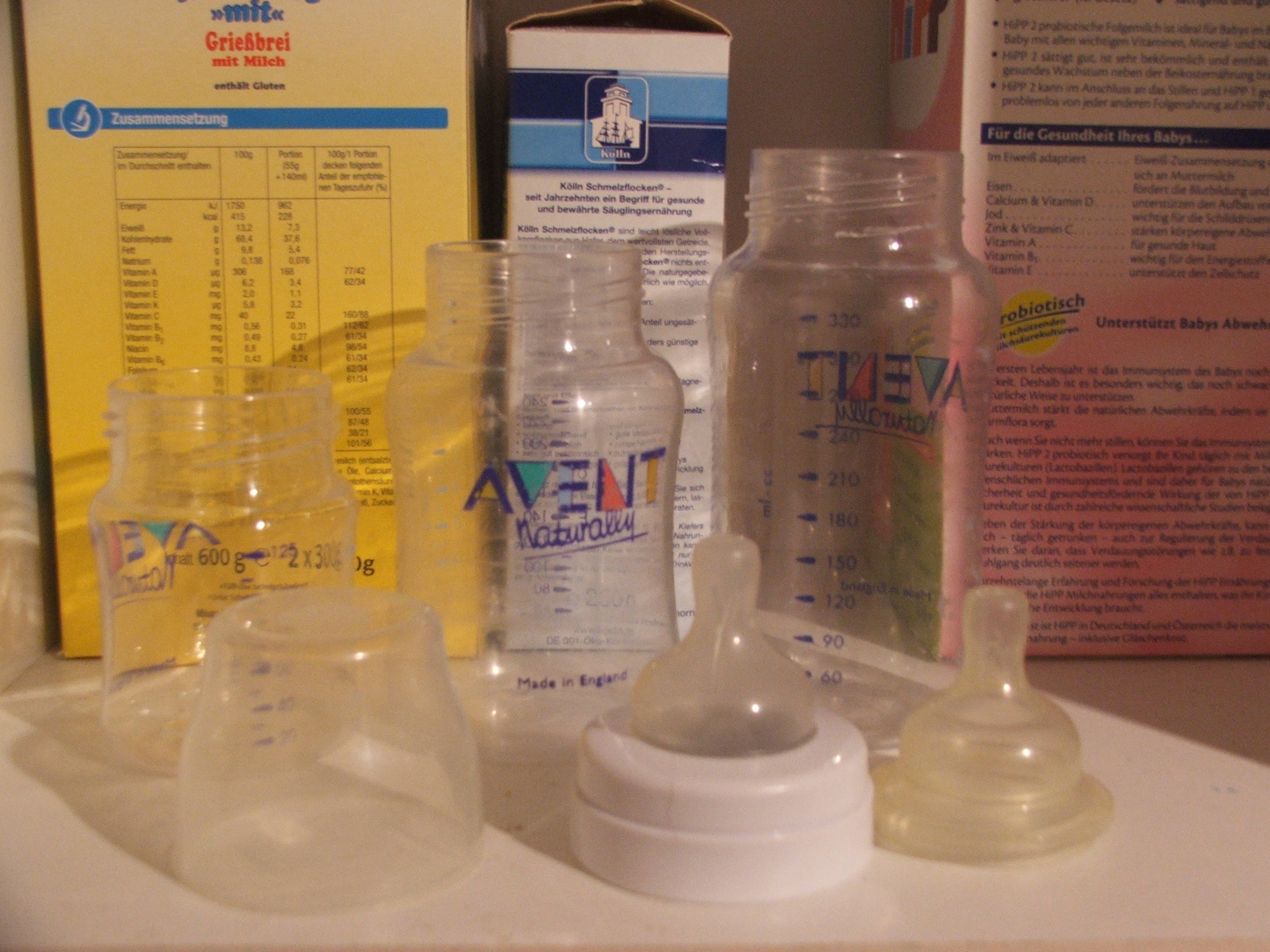
哺乳瓶を分解したところ

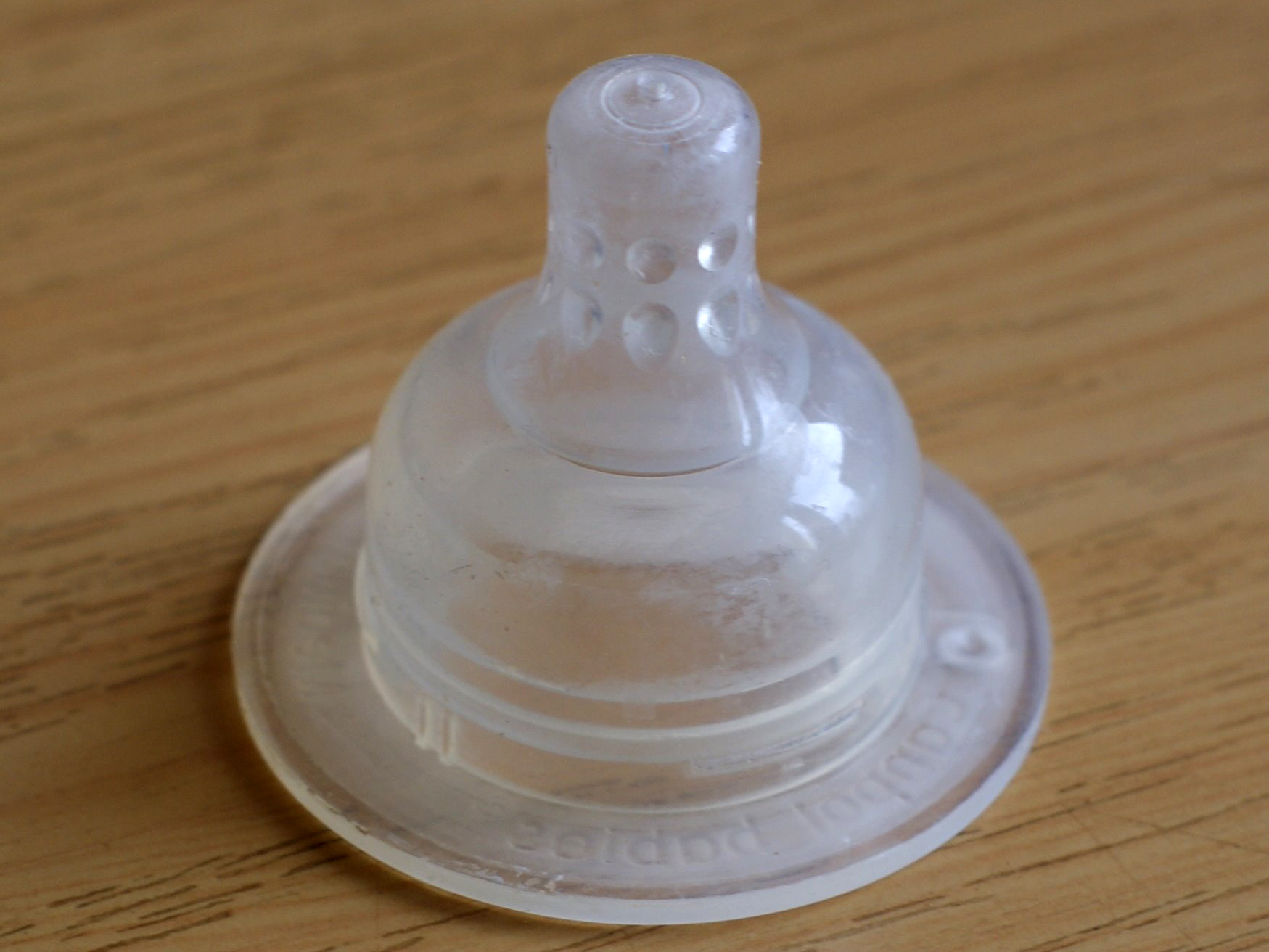
乳首の部分

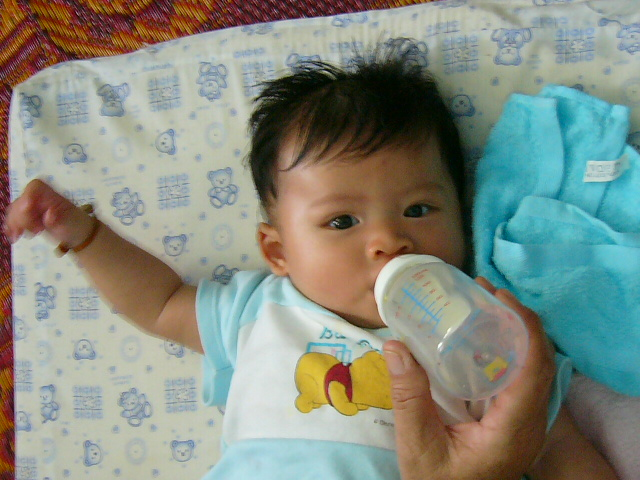
哺乳瓶を使用しているところ

哺乳瓶（ほにゅうびん）とは、乳児にミルクを与える際（授乳）に用いる瓶。 

## 概説
乳首のついた瓶でミルク（溶かした粉ミルク、乳児用液体ミルクあるいは母乳）を入れて用いる。乳児の吸啜反射を利用した器具だが、哺乳瓶は適度な圧差が生じるように設計されておりビニール袋等による代用は難しい（なお災害時など非常時には紙コップやスプーンで代用する方法がある）。
日本の法規上は「ほ乳用具」という分類で家庭用品品質表示法の適用対象とされており、雑貨工業品品質表示規程に定めがある。
母乳が出にくいまたは出ない時、乳児の食欲が分泌される母乳の量を上回り不足がみられる時、（母親が病気や怪我のために抗生物質を服用しているなど）母乳が授乳に適さない状態にある場合、母親が留守の場合等々にミルクを入れて用いられている。また予め搾乳して冷蔵・冷凍しておいた母乳を授乳するのに使われることもある。
また、ミルクだけでなく乳児に果汁やお茶を与える場合にも用いる。
なお、人のほか、家庭のペットや動物園の動物（哺乳類）の子に対して使用することもある。

## 歴史
哺乳瓶の発明時期や場所などには諸説あるが、世界で同時多発的に生まれたものと考えて差し支えないと思われる。素材は地域や文化背景により様々で、本体部分に竹製、ガラス製などがある。後に軽いプラスチック製が作られた。
蒸気機関の発明を主とする19世紀の産業革命と、哺乳瓶の発明はほぼ同時期と見られた。これらの要因が重なって、わずか百数十年の間に世界人口を4倍にまで引き上げる人口爆発をもたらした。

## 構造と素材
構造
本体は構造的に主に乳首と瓶に二分される。この本体に蓋が付いている。乳首は授乳のための小さな穴がほぼ中央にあいている。瓶は円筒状のものや、握りやすいように凹みをつけたものがある。
素材
乳首の素材は天然ゴムとシリコーンが主流である。
瓶はガラス若しくはプラスチック（ポリカーボネート）製が主流で、いずれも耐熱性があり、消毒して繰り返し使用する。また外出時や災害時向けに、洗浄や消毒を必要としないポリプロピレン製使い捨て哺乳瓶も市販されている。

## 使用法

### 消毒
飲み残しの洗浄が不十分であると、サルモネラ菌やサカザキ菌などが繁殖して次回以降の使用時に食中毒や感染症の原因となるおそれがある。このため日本の厚生労働省は、世界保健機関（WHO）などが策定したガイドラインを都道府県に周知し、徹底した洗浄による滅菌を求めている。特に夜中において、毎回の念入りな消毒が保護者の負担になっている問題が指摘されている。小児科学や助産学の専門家でも、特に乳児の免疫力が高まる生後3カ月以降は、過度な洗浄は不要という意見もある。           
電子レンジ
専用の容器や袋に哺乳瓶と水を入れ3分ほどレンジアップし加熱する方法と、専用の容器に水を入れそれと哺乳瓶をレンジ庫内に入れ5分ほど加熱する方法がある。
煮沸
水を張った鍋に哺乳瓶を入れ沸騰させる。時間は本により6～20分ほどで乳首は後入れ。
消毒液
薬液に1時間以上浸す。薬液は次亜塩素酸ナトリウムを主成分とする場合が多い。これは牛乳の成分が同成分を水と食塩に分解してしまうからであり、消毒液程度の濃度ならば、人体に全く無害だといわれているためである（一般に塩素系洗剤を誤飲した場合の対処法として牛乳を飲ませるのはこのためである）

### 保温
哺乳瓶専用の保温器がある（ボトルウォーマー）。

## 注意点
東京都の調査によれば、次亜塩素酸ナトリウム水溶液を推奨使用濃度では使う限りは、ビスフェノールAの溶出に影響を及ぼさないとしているが、洗浄時のすすぎが不十分で、酸素系漂白洗浄剤及び食器洗浄機用洗浄剤が残り付着した物を、加熱・乾燥すると、ビスフェノールAの溶出量が増加することが判明したため、（ポリカーボネート製哺乳瓶には）「アルカリ性洗浄剤の使用はさけるべき」としている。また、洗浄前に、固着したミルク分の完全除去を推奨している。